# Kanton Arles-Est
Der Kanton Arles-Est war bis 2015 ein französischer Wahlkreis im Département Bouches-du-Rhône in der Region Provence-Alpes-Côte d’Azur. Er umfasste drei Gemeinden im Arrondissement Arles; sein Hauptort (frz.: chef-lieu) war Arles. Die landesweiten Änderungen in der Zusammensetzung der Kantone brachten im März 2015 seine Auflösung. Der Kanton bestand aus folgenden Gemeinden:
| Gemeinde             | Einwohner (Stand: 2022) | Code postal | Code Insee |
| -------------------- | ----------------------- | ----------- | ---------- |
| Arles *              | 51.156                  | 13200       | 13004      |
| Fontvieille          | 3555                    | 13990       | 13038      |
| Saint-Martin-de-Crau | 13.962                  | 13310       | 13097      |

* Teilbereich (Stadtteile Centre, Griffeuille, Mas-Thibert, Monplaisir, Moulès, Pont-de-Crau, Raphèle-lès-Arles und Trébon). Die angegebene Einwohnerzahl bei Arles betrifft die in mehrere Kantone aufgeteilte Gesamtgröße der Stadt.